# Paul Falkenberg (Filmeditor)
Paul Victor Falkenberg (* 26. Oktober 1903 in Berlin, Deutschland; † 13. Januar 1986 in New York City, Vereinigte Staaten) war ein deutsch-amerikanischer Filmeditor und Dokumentarfilmer.

## Leben
Falkenberg begann seine Laufbahn beim Stummfilm. Bereits 1924 soll er als Schnittassistent bei Fritz Langs zweiteiligem Leinwandklassiker Die Nibelungen mitgearbeitet haben. Mitte desselben Jahrzehnts lernte Falkenberg den Regisseur G. W. Pabst kennen, für den er gleichfalls als Assistent tätig wurde. Bei Abwege wurde Falkenberg 1928 erstmals als Co-Editor mit dem Filmschnitt betraut. Seit Ende der 1920er Jahre, in der Umbruchszeit zum Tonfilm, wirkte er vor allem als Regieassistent der Pabst-Inszenierungen Die Büchse der Pandora, Tagebuch einer Verlorenen und Westfront 1918.
Bereits zu dieser Zeit inszenierte er auch kurze Dokumentarfilme. In den frühen 1930er Jahren fertigte Falkenberg den Ton- bzw. Bildschnitt zu Richard Oswalds Geschichtsrekonstruktion 1914, die letzten Tage vor dem Weltbrand, Langs Kriminalfilmklassiker M und Carl Theodor Dreyers Schauergeschichte Vampyr – Der Traum des Allan Grey an. Beim letztgenannten Film diente Falkenberg dem Dänen Dreyer auch als deutscher Dialogregisseur.
Im Herbst 1932 verließ der Jude Paul Falkenberg Deutschland und folgte Pabst nach Paris, wo er den Schnitt von dessen Don Quichotte-Film ausführte. In Wien schnitt er 1934 zwei österreichische Produktionen der jüdischen Emigranten Fritz Schulz und Erich Morawsky. In Rom fertigte Falkenberg die italienische Fassung eines italienisch-französischen Historiendramas her, ehe er im Herbst 1938 über die Niederlande in die USA auswanderte.
1940/41 wurde Falkenberg als technischer Berater der antinazistischen Filme The Man I Married und Menschenjagd verpflichtet, danach holte man ihn in die Filmabteilung des New Yorker Museum of Modern Art. Nach dem Kriegsende 1945 begann Falkenberg Filme herzustellen, die für Palästina als jüdisches Einwandererland warben. Produziert wurden diese Werke von Falkenbergs Firma Educational Documentary Films, meist in Kooperation mit dem American Jewish Joint Distribution Committee Inc. Diese Firma stellte auch thematisch andere Dokumentarfilme her. Bei einigen dieser Arbeiten führte Falkenberg außerdem Regie und beteiligte sich am Drehbuch.
1960 schnitt Paul Falkenberg unter dem Pseudonym Victor F. Paul den Nudistenfilm Hideout in the Sun, fünf Jahre darauf eine mehrteilige TV-Dokumentation über Franklin Delano Roosevelt. 1967 beaufsichtigte er den Schnitt bei der Kurzdokumentation Children of the Exodus. Es sollte seine letzte Arbeit beim Film werden.

## Filmografie
als Editor, wenn nicht anders angegeben
- 1928: Abwege
- 1928: Bundestag (Regie, Kurzdokumentarfilm)
- 1930: Die Lindenwirtin
- 1930: Der keusche Josef
- 1930: 1914, die letzten Tage vor dem Weltbrand
- 1930: Schuberts Frühlingstraum
- 1931: M
- 1931: Die große Liebe
- 1932: Vampyr – Der Traum des Allan Grey
- 1932: Die Abenteuer des Königs Pausole
- 1933: Don Quichotte (Don Quichotte)
- 1934: Salto in die Seligkeit
- 1935: Letzte Liebe
- 1937: Rivalin der Zarin (Tarakanova)
- 1939: Farinet – Die sanfte und die wilde Freiheit (Farinet ou l'or dans la montagne) (Produktionsbeteiligung)
- 1945: Histradut, Builder of a Nation (Regie, Produktion, Drehbuch bei Kurzdokumentarfilm)
- 1945: A Letter from Palestine (auch Regie, Produktion, Drehbuch bei Kurzdokumentarfilm)
- 1946: Gateway to Freedom (auch Regie, Produktion, Drehbuch bei Kurzdokumentarfilm)
- 1946: Spain in Exile (auch Produktion, Drehbuch bei Kurzdokumentarfilm)
- 1947: Assignment Tel Aviv (auch Produktion bei Kurzdokumentarfilm)
- 1947: Report on the Living (auch Regie, Produktion bei Kurzdokumentarfilm)
- 1947: Clearing the Way (nur Produktion bei Kurzdokumentarfilm)
- 1948: The Future Can be Theirs (auch Regie, Produktion bei Kurzdokumentarfilm)
- 1949: Kibbuz Hasorea (Kurzdokumentarfilm)
- 1949: Day of Deliverance (auch Regie, Produktion bei Kurzdokumentarfilm)
- 1949: A State is Born (Kurzdokumentarfilm)
- 1949: A Time for Bach (Regie, Produktion bei Kurzdokumentarfilm)
- 1950: Lincoln Speaks at Gettysburg (Regie, Produktion bei Kurzdokumentarfilm)
- 1950: Design for Israel (Produktion, Drehbuch bei Kurzdokumentarfilm)
- 1950: A State in Action (Kurzdokumentarfilm)
- 1951: Jackson Pollock  (Regie, Produktion bei Kurzdokumentarfilm)
- 1951: More Than Defense (auch Regie, Produktion bei Kurzdokumentarfilm)
- 1951: A Tuft of Grass (Produktion bei Kurzdokumentarfilm)
- 1952: A Hill in Judea: The Story of Neveh Ilan (Kurzdokumentarfilm)
- 1953: The Age of Achievement (Kurzdokumentarfilm)
- 1953: Window of Jerusalem (auch Produktion bei Kurzdokumentarfilm)
- 1954: Garden of Eden
- 1955: Hands of the Builders (auch Produktion bei Kurzdokumentarfilm)
- 1955: My Hens and I (auch Produktion bei Kurzdokumentarfilm)
- 1956: Modesta
- 1957: Exodus (auch Regie, Produktion bei Kurzdokumentarfilm)
- 1958: Forsake Me Not (auch Produktion bei Kurzdokumentarfilm)
- 1960: Hideout in the Sun
- 1962: Secret Journey: The Story of Today‘s Immigrant (auch Regie, Produktion bei Kurzdokumentarfilm)
- 1963: Foothold in the Dessert (Kurzdokumentarfilm)
- 1964: At War With the Experts (Kurzdokumentarfilm)
- 1965: F.D.R. (TV-Mehrteiler)
- 1966: Willem de Kooning (Regie bei Kurzdokumentarfilm)
- 1967: Children of the Exodus (Schnittaufsicht bei Kurzdokumentarfilm)